# Frühlingsdreieck

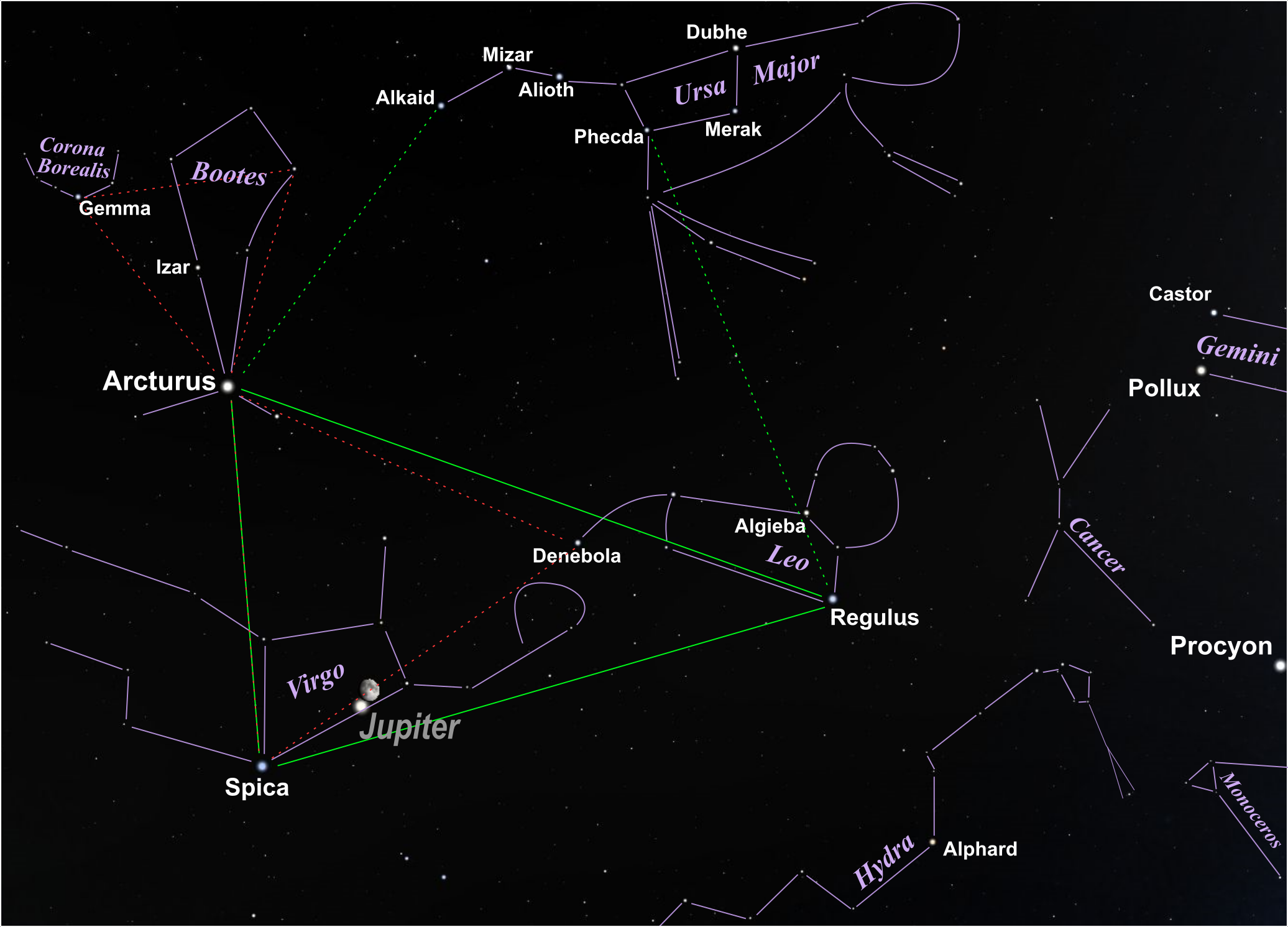
Das Frühlingsdreieck im Mai 2017 mit Jupiter und „zufällig“ dem Mond daneben in der Jungfrau sowie angrenzende Sternbilder; die gestrichelten Linien deuten an, wie man von der Deichsel des Großen Wagens (oben) zu Arktur und Spica und vom Wagen zum Regulus findet.

Das Frühlingsdreieck ist eine großräumige Figur auffälliger Sterne, die den Nachthimmel im Bereich nördlich und südlich des Himmelsäquators in den Frühlingsmonaten auf der Nordhalbkugel markieren. Auf der Südhalbkugel sind dies Herbstmonate. Auf Grund ihrer größeren Helligkeit sind diese Sterne auch unter durch Atmosphäre und Lichtverschmutzung eingeschränkten Sichtbedingungen oft noch zu erkennen. Es handelt sich hierbei nicht um ein von der Internationalen Astronomischen Union festgelegtes Sternbild, sondern um einen Asterismus, der in diesem Fall aus drei Sternen besteht, die selbst jeweils unterschiedlichen Sternbildern zugeordnet sind.
Das Frühlingsdreieck wird aus folgenden Sternen gebildet (westlich beginnend, im Uhrzeigersinn):
- Regulus im Sternbild Löwe
- Spica im Sternbild Jungfrau
- Arktur im Sternbild Bärenhüter

Verbindet man Arktur und Spica anstelle von Regulus mit Denebola (β Leonis), ergibt sich ein annähernd gleichseitiges Dreieck, das im Englischen auch als "(smaller) spring triangle" bezeichnet wird.

## Sichtbarkeit
Das vollständige Frühlingsdreieck kann von jedem Ort der Erde zwischen etwa 70° nördlicher und 60° südlicher geographischer Breite beobachtet werden und steht Mitte März am Nachthimmel um Mitternacht am höchsten. Abhängig vom Breitengrad des Standorts ist es schon ab frühestens November, kurz vor Sonnenaufgang über dem östlichen Horizont, und noch bis spätestens Juli, kurz nach Sonnenuntergang in westlicher Richtung, sichtbar. In der übrigen Zeit bleibt es dagegen teilweise oder insgesamt verborgen, da die Sterne durch das Tageslicht überstrahlt werden. Mitte September steht die Sonne innerhalb des südlichen Bereichs des Frühlingsdreiecks zwischen Regulus und Spica. Dort verläuft die Ekliptik, auf der die Sonne im Lauf des Jahres scheinbar in östlicher Richtung wandert, von Norden nach Süden durch den Herbstpunkt.